# Karan Brar
Karan Brar (* 18. ledna 1999 Redmond) je americký herec, známý především svou rolí Chiraga Gupty ve filmové franšíze Diary of a Wimpy Kid a rolí Raviho Rosse v původní sérii Disney Channel Jessie a jejím následném spin-offu Táborníci z Kikiwaka.
Narodil se 18. ledna 1999 v Redmondu ve státě Washington rodičům indického původu. Má jednoho staršího sourozence, sestru jménem Sabreena. Navštěvoval základní školu Cedar Wood a následně vystudoval herectví.

## Filmografie

### Film
| Rok  | Název                                   | Role                      | Poznámky        |
| ---- | --------------------------------------- | ------------------------- | --------------- |
| 2010 | Diary of a Wimpy Kid                    | Chirag Gupta              |                 |
| 2011 | Diary of a Wimpy Kid: Rodrick Rules     | Chirag Gupta              |                 |
| 2012 | Diary of a Wimpy Kid: Dog Days          | Chirag Gupta              |                 |
| 2012 | Chilly Christmas                        | Caps                      | Direct-to-video |
| 2014 | Dobrodružství pana Peabodyho a Shermana | Mason (hlas)              |                 |
| 2018 | Pacific Rim: Povstání                   | Cadet Suresh              |                 |
| 2020 | Stargirl                                | Kevin                     |                 |
| 2020 | The F**k-It List                        | Nico Gomes                |                 |
| 2020 | The Argument                            | Actor Brett               |                 |
| 2020 | Hubieho Halloween                       | Deli Mike Mundi           |                 |
| 2023 | Batman: The Doom That Came to Gotham    | Sanjay “Jay” Tawde (hlas) | [ 2 ]           |

### Televize
| Rok       | Název                 | Role                 | Poznámky                                     |
| --------- | --------------------- | -------------------- | -------------------------------------------- |
| 2011–2015 | Jessie                | Ravi Ross            | Hlavní role                                  |
| 2012      | Královská dvojčata    | Tito                 | epizoda: "I Know What You Did Last Sunday"   |
| 2013      | Sofia the First       | Prince Zandar (hlas) | 4 epizody                                    |
| 2013–2015 | Teens Wanna Know      | Himself              | 3 epizody                                    |
| 2013–2014 | Pass the Plate        | Himself              | 11 epizody                                   |
| 2014      | Lab Rats              | Kal Zar              | epizoda: "Alien Gladiators"                  |
| 2014      | Chasing LA            | Himself              | 1 epizoda                                    |
| 2014      | Storyline Online      | Himself              | 1 epizoda                                    |
| 2014      | Ultimate Spider-Man   | Ravi Ross (hlas)     | epizoda: "Halloween Night at the Museum"     |
| 2015–2018 | Táborníci z Kikiwaka  | Ravi Ross            | Hlavní role (seasons 1–3)                    |
| 2015      | Invisible Sister      | George               | Television film                              |
| 2016      | The Night Shift       | Omed                 | epizoda: "The Thing With Feathers"           |
| 2018      | Youth & Consequences  | Dipankar Gosh        | Recurring role                               |
| 2018      | Champions             | Arjun                | 1 epizoda                                    |
| 2019      | Schooled              | Reza Alavi           | epizoda: "There’s No Fighting in Fight Club" |
| 2019      | Epic Night            | Lillis               | 4 epizody                                    |
| 2019      | Cleopatra in Space    | Gozi (hlas)          |                                              |
| 2020-2022 | Mira, Royal Detective | Prince Veer (hlas)   | Hlavní role                                  |

### Podcast
| Rok  | Název              | Role | Poznámky  |
| ---- | ------------------ | ---- | --------- |
| 2021 | The Beautiful Liar | Evan | 7 epizody |